# Idioma tsotsil
El tzotzil es una lengua mayense que se habla principalmente en los Altos de Chiapas por los pueblos de la etnia tzotzil. En tsotsil, el nombre de esta lengua es bats'i k'op ('habla original') o jk'optik ('nuestra habla'). El número de hablantes rebasa las 400 mil personas y se habla en varios municipios del estado de Chiapas: Zinacantán, Chamula, San Andrés Larráinzar, Chenalhó, Pantelhó, Huitiupán, Chalchihuitán, El Bosque, Simojovel, Ixtapa, Bochil, Soyaló, Huixtán, San Lucas, Acala, San Cristóbal de las Casas, Venustiano Carranza (San Bartolomé de los Llanos), Mitontic, Rayón y Amatán. Además, los tsotsiles han migrado en búsqueda de tierras por conflictos políticos y religiosos dentro y fuera del estado de Chiapas, así como por estudios y búsqueda de otros dichos económicos que aquellos que sus comunidades les ofertan, lo que ha provocado que encontremos comunidades de hablantes del tsotsil en todo el estado de Chiapas y también en todo el país. De igual manera en los Estados Unidos de América se encuentran comunidades de hablantes del tsotsil, principalmente en los estados limítrofes con México y en Illinois.
Según las cifras del INEGI son 417 462 los hablantes contados en el último censo de población y vivienda del INEGI (2010), lo cual coloca a este idioma en el quinto lugar en número de hablantes entre las lenguas indígenas más habladas en México, apenas después del náhuatl, maya de Yucatán, mixteco, y zapoteco (véase: INEGI)

## Aspectos sociolingüisticos

### Variantes dialectales
Las principales variantes dialectales identificadas son las siguientes:
- El tsotsil de San Juan Chamula
- El tsotsil de Zinacantán
- El tsotsil de San Andrés Larráinzar
- El tsotsil de Huixtán
- El tsotsil de Chenalhó
- El tsotsil de Gnajuato
- El tsotsil de Venustiano Carranza (San Bartolomé de los Llanos)

### ¿"Tsotsil" o "Tzotzil"?
Según las reformas hechas por el CELALI (Centro de Lengua, Arte y Literatura Indígena) se ha acordado utilizar preferentemente la "ts" en lugar de la "tz" para la escritura en lengua tsotsil, ya que esto le da más uniformidad a la ortografía de la lengua, excluyendo la grafía "z". Este, entre otros cambios en la forma de escribir, fueron establecidos a partir del año 1999, por lo que, a partir de entonces, los escritores y profesores bilingües utilizan la forma "ts" en vez de "tz". Aunque finalmente son los usuarios de la lengua quienes configuran la forma de la misma.

### Influencia del tsotsil en el español local
El español que se habla en los Altos de Chiapas tiene peculiaridades propias que son producto de la convivencia con las lenguas locales como lo es el tsotsil. Por ejemplo, una palabra de uso común es bolo que significa borracho, debido a que en tsotsil la palabra bol significa estúpido. De este modo, la palabra bolo se refiere a aquella persona que ha bebido alcohol.

## Descripción lingüística

### Fonología y alfabeto
En la actualidad el idioma tsotsil emplea para su escritura el abecedario latino. Sin embargo, los arqueólogos afirman que este idioma junto con el tseltal (lo que se conoce como el idioma proto tseltal-tsotsil que sería el antepasado lingüístico común a ambas lenguas) gozaban de una escritura jeroglífica común, de la que dan testimonio inscripciones sobre piedra de lugares como Palenque y Toniná, entre otros. Según estos estudiosos el sistema de escritura jeroglífico, cada glifo representaba un sonido silábico (consonante-vocal), a diferencia del sistema latino, donde cada letra representa apenas un solo sonido, sea vocal o consonántico.
El alfabeto tsotsil se compone de 26 letras: a, b, ch, ch', e, i, j, k, k', l, m, n, o, p, p', r, s, t, t', ts, ts', u, v, x, y, ('). Las ch', k', p', t', ts' representan sonidos consonánticos glotalizados, producidos mediante el cierre de las cuerdas vocales. El sonido glotalizado y la consonante forman una unidad sonora indisoluble, es una forma de realizar el sonido consonántico. La glotalización no se da en forma separada.
La glotalización juega un papel importante, ya que su presencia o ausencia marca diferencias semánticas. por ejemplo: takin: seco, árido y tak'in: metal, dinero, campana.
|             | Bilabial | Bilabial  | Alveolar    | Alveolar    | Palatal | Palatal  | Velar  | Velar    | Uvular | Uvular   | Glotal |       |
| ----------- | -------- | --------- | ----------- | ----------- | ------- | -------- | ------ | -------- | ------ | -------- | ------ | ----- |
|             | normal   | implosiva | normal      | eyectiva    | normal  | eyectiva | normal | eyectiva | normal | eyectiva | normal |       |
| Oclusivas   | p [p]    | b' [ɓ]    | t [t]       | t' [t']     |         |          | k [k]  | k' [k']  |        |          | ' [ʔ]  |       |
| Africadas   |          |           | tz [ʦ]      | tz' [ʦ’]    | ch [ʧʰ] | ch' [ʧ’] |        |          |        |          |        |       |
| Fricativas  | v [v]    | v [v]     | s [s]       | s [s]       | x [ʃ]   | x [ʃ]    |        |          | j [x]  | j [x]    | h [h]  | h [h] |
| Nasales     | m [m]    | m [m]     | n [n]       | n [n]       |         |          |        |          |        |          |        |       |
| Líquidas    |          |           | l [l] r [r] | l [l] r [r] |         |          |        |          |        |          |        |       |
| Semivocales |          |           |             |             | y [j]   | y [j]    |        |          |        |          |        |       |

### Morfología y sintaxis
Como las demás lenguas mayenses, se trata de una lengua ergativa, es decir, se estructura a partir de prefijos y sufijos que se unen a raíces verbales o sustantivas. La forma más simple para estructurar una frase es la siguiente: Verbo + complemento + sujeto. Hay una ausencia notable de preposiciones quedando reducidas a unas cuantas que abarcan una amplia gama de posibilidades semánticas: ta (a, en, para, con, por...), k'alal (de, desde, hasta, ...)
- La posesión. Los prefijos y sufijos para denotar posesión en tsotsil ante sustantivos se hace de la siguiente manera. Utilizamos el sustantivo na (casa) que empieza por consonante:

| singular      | plural                     |
| ------------- | -------------------------- |
| jna 'mi casa' | jnatik 'nuestra casa'      |
| ana 'tu casa' | anaik 'vuestra casa'       |
| sna 'su casa' | snaik 'su casa [de ellos]' |

Si el sustantivo comienza con vocal los prefijos y sufijos serán de la manera siguiente, usamos como ejemplo ixim (maíz):
| singular         | plural                       |
| ---------------- | ---------------------------- |
| kixim 'mi maíz'  | kiximtik 'nuestro maíz'      |
| avixim 'tu maíz' | aviximik 'vuestro maíz'      |
| yixim 'su maíz'  | yiximik 'su maíz [de ellos]' |

### Sistema de numeración
El sistema de numeración es vigesimal (se va contando a partir de múltiplos de 20), al igual como sucede con las demás lenguas mayenses, y en general, con las demás lenguas del área lingüística mesoamericana. La razón obedece a que estas lenguas basan su sistema numérico a partir del número de dedos que posee el ser humano, de ahí que el número veinte se conozca también como vinik (hombre o genérico del "ser humano), así 40 se dirá cha'vinik (dos hombres o seres humanos), 60 será oxvinik (tres hombres o seres humanos), etc.:
| 1 jun     | 6 vakim'    | 11 buluchim'    | 16 vaklajunem'   | 400 jbok'      |
| 2 chim'   | 7 jukum'    | 12 lajchem'     | 17 vuklajunem'   | 8000 jpik      |
| 3 oxim'   | 8 vaxakim'  | 13 oxlajunem'   | 18 vaxaklajunem' | 160 000 jkalab |
| 4 chanim' | 9 balunem'  | 14 chanlajunem' | 19 balunlajunem' |                |
| 5 Jo'om   | 10 lajunem' | 15 vo'lajunem'  | 20 jtom'         |                |

### Clasificadores
Un aspecto que comparte esta lengua con las demás lenguas mayenses, así como con lenguas del Extremo Oriente como el chino, el coreano y el japonés, es la presencia de clasificadores numerales que dependen de la forma de las cosas. De este modo, se numeran los objetos con un clasificador específico si son redondas, alargadas, planas, etc. A continuación, algunos ejemplos:
- jp'ej: (cosas redondas como frutas, o alargadas como las velas y veladoras)
- jkot: (para animales cuadrúpedos, aves, vehículos y algunos muebles de 4 patas como sillas y mesas)
- jlik: (para ropa, hojas de papel, cosas que se pueden doblar)
- jp'el: (para palabras)
- jch'ix: (para mazorcas de maíz) etc.
- jkoj: (para niveles, gradas o veces que ocurre una acción)